# District Atsjchoj-Martanovski
Het district Atsjchoj-Martanovski (Russisch: Ачхой-Мартановский район; [Atsjchoj-Martanovski rajon], Tsjetsjeens: ТIеьха-Мартан кIошт, Theẋa-Martan khoşt) is een district (rajon) in het zuidwestelijk deel van de Russische autonome republiek Tsjetsjenië.
Het district heeft een oppervlakte van 1050 km², waarvan 629,2 km² landbouwgrond en 28,9 km² industriegebied. Het district had 64.839 inwoners bij de Russische volkstelling van 2002 (56.000 in 1995). Het bestuurlijk centrum is Atsjchoj-Martan.
Het district grenst in het noorden aan het district Soenzjenski, in het noordoosten aan het district Groznenski, in het oosten aan het district Oeroes-Martanovski en in het zuiden aan het district Sjatojski. Geografisch ligt hat aan de noordelijke voet van de Kaukasus. Op het grondgebied van het district stromen de rivieren Assa, Fortanga, Soenzja, Nitchoj, Atsjchoj en Sjalazji. Het gebied is vooral op de landbouw gericht, met graan als belangrijkste product.
Het district heeft een centraal districtziekenhuis in het dorp Atsjchoj-Martan en een districtziekenhuis in het dorp Samasjki.